# Kathedrale von Split

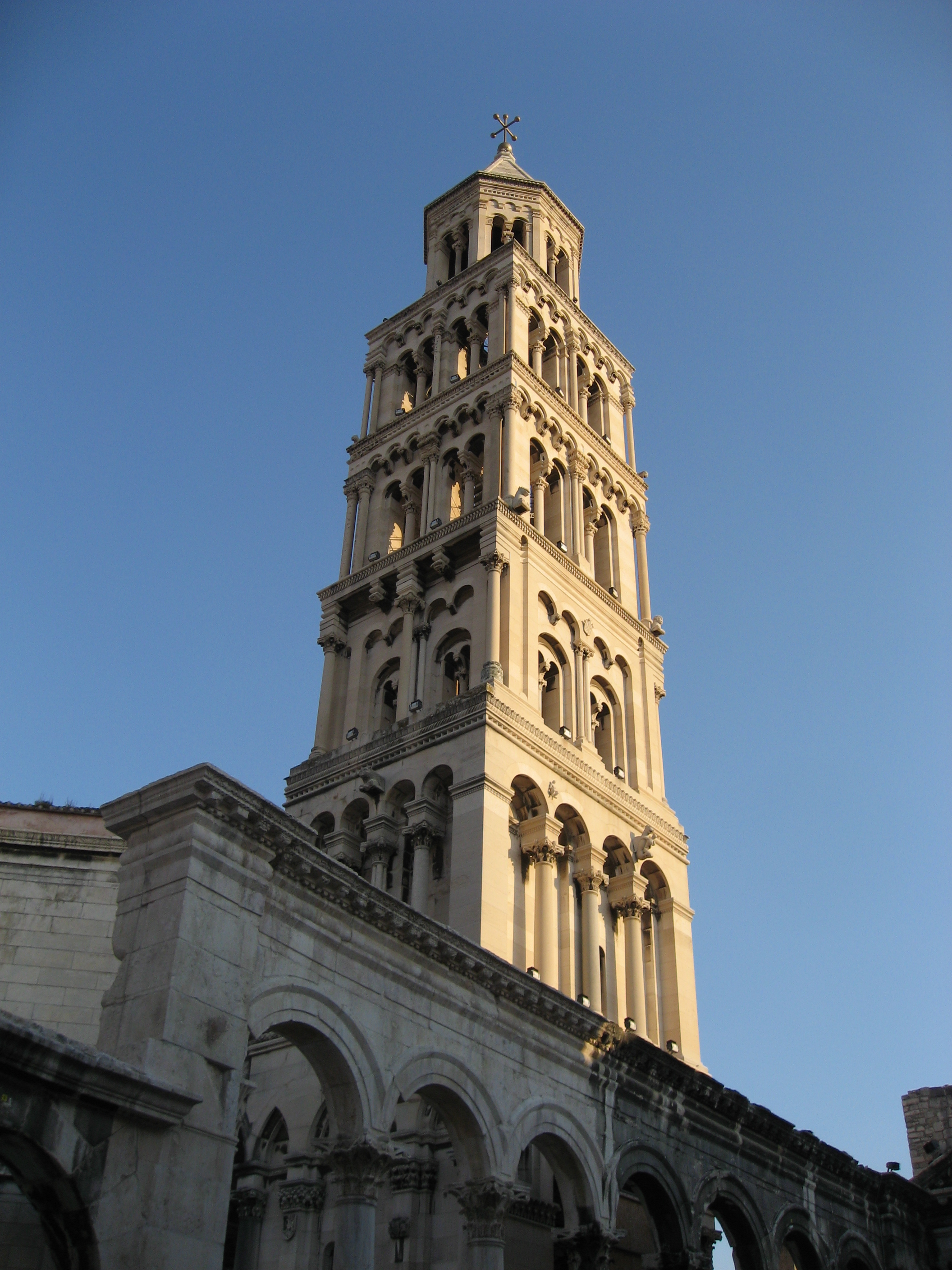
Der Turm der Kathedrale

Die Kathedrale des hl. Domnius (kroatisch Katedrala Sv. Dujma, auch Katedrala Svetog Duje, kurz auch Sveti Duje; italienisch Duomo di San Doimo) in Split in Kroatien ist die Kathedrale des römisch-katholischen Erzbistums Split-Makarska. Sie befindet sich im Diokletianpalast auf dem Peristylplatz. Die im 4. Jahrhundert erbaute Kirche ist dem heiligen Domnius geweiht und gilt als eine der ältesten Kathedralen der katholischen Kirche. Sie ist Sitz des Erzbischofs von Split-Makarska.

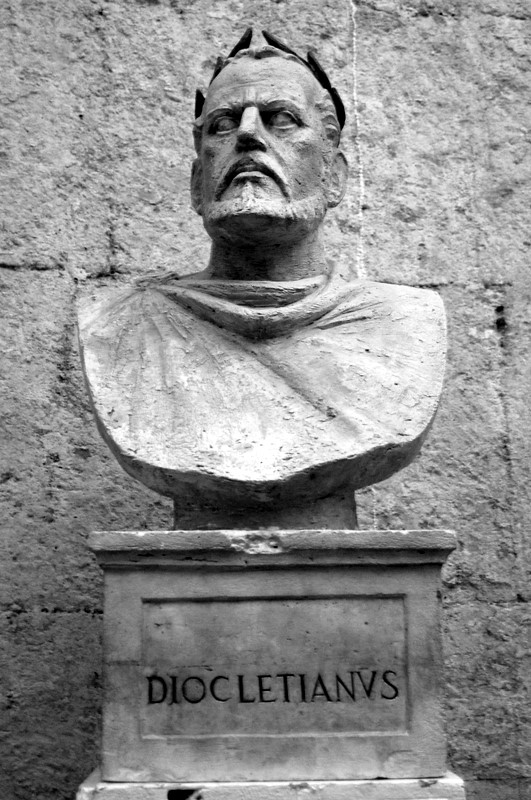
Büste des Diokletian in den Kellergewölben im Diokletianspalast Split

## Geschichte
Die heutige Kathedrale von Split wurde ursprünglich als Mausoleum Kaiser Diokletians erbaut. Unmittelbar nach dessen Tod, im Jahre 313, räumte die Mailänder Vereinbarung allen Christen das Recht der freien Religionsausübung ein: „sowohl den Christen als auch überhaupt allen Menschen freie Vollmacht, der Religion anzuhängen, die ein jeder für sich wählt“. Die Christen erbauten darauf in Salona, dem damaligen administrativen Zentrum der Provinz Dalmatia unweit von Split, mehrere Basiliken auf Gräbern christlicher Märtyrer, die zu Zentren des Heiligenkults wurden und viele Pilger anzogen.
Im 7. Jahrhundert zerstörten Awaren und Slawen Salona. Die Überlebenden flüchteten auf die umliegenden Inseln. Ein Großteil kehrte später zurück und bevölkerte den verlassenen Kaiserpalast. Das kaiserliche Mausoleum wurde in eine christliche Kirche umgewandelt, die heidnischen Symbole wurden entfernt wie auch der Sarkophag, in dem der Kaiser ruhte. Aus den zerstörten Basiliken in Salona brachten sie die Gebeine der Märtyrer, die der Kaiser Diokletian ermorden ließ, in den Palast: die Gebeine des ersten Bischofs Salonas Domnius sowie des Anastasius, eines gewöhnlichen Arbeiters. Erzdiakon Thomas, ein Chronist des 13. Jahrhunderts, erwähnt Ivan Revnjanin als ersten Erzbischof von Split im 7. Jahrhundert, er hat die Kirche in Split organisiert und eingerichtet.
Das große Tor der Kathedrale wurde 1214 vom einheimischen Meister und Künstler Andrija Buvina fertiggestellt. Er verzierte das Tor aus Nussholz mit Schnitzereien, die 28 Szenen aus dem Leben Jesu zeigen. Das Tor ist gut erhalten bis auf das untere Stück, das Schäden durch den Besucherverkehr erlitten hat. Das Tor ist sehr wertvoll für das europäische Kulturerbe, da Holztore aus dieser Zeit im Laufe der Jahrhunderte zerstört wurden, während die typischen Bronzetore recht gut erhalten sind.

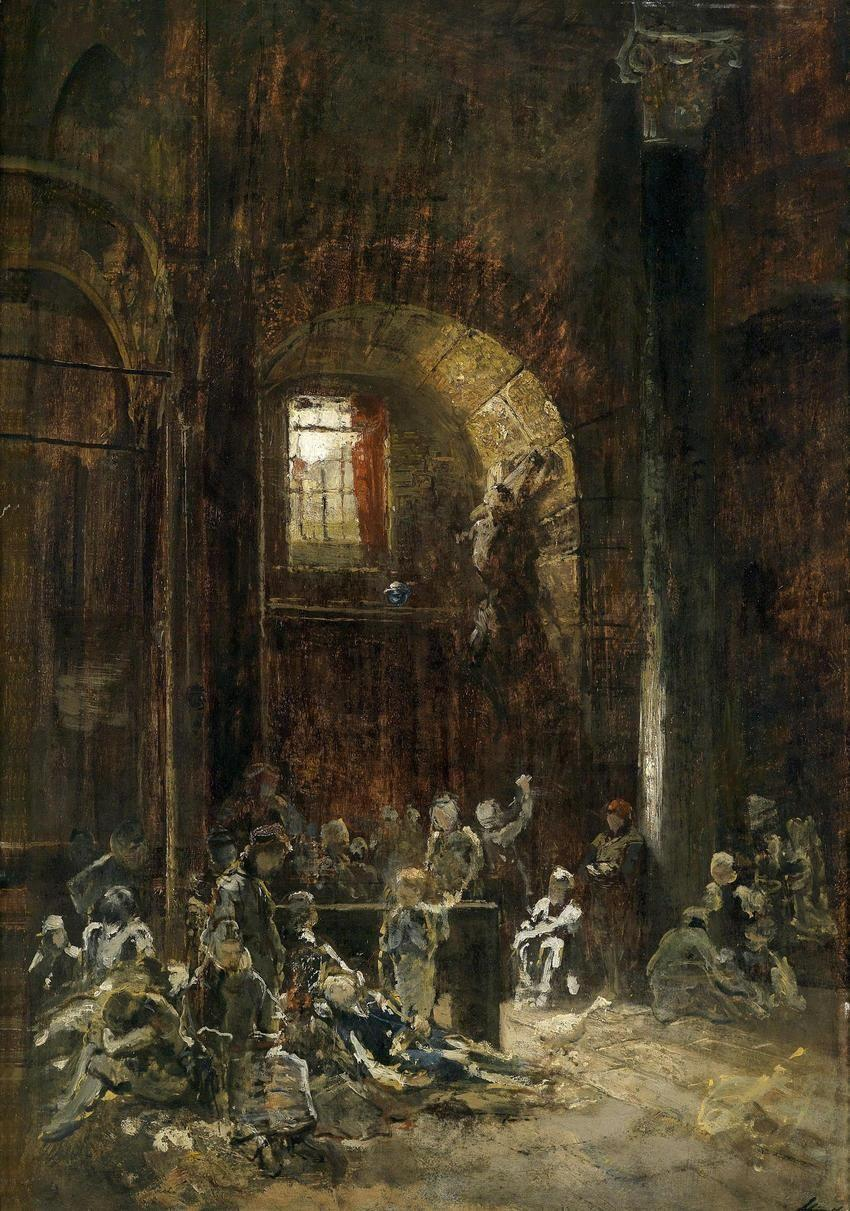
Kroatische Flüchtlinge suchen während des österreichischen Okkupationsfeldzuges in Bosnien Zuflucht in der Kathedrale (Emil Jakob Schindler, um 1888).

## Beschreibung
Die Kathedrale hat die Form eines Oktogons mit einem überdachten Peripteros. Die 24 Marmorsäulen tragen korinthische Kapitelle. Das Portal der Kathedrale datiert aus der Antike. Auf der barocken Steinplatte mit der Tiara als Abschluss wird der metropolitane und primatiale Status der Kirche betont, den das Erzbistum bis zur Verkündung der päpstlichen Bulle Locum Beati Petri 1828 hatte. Oberhalb des Portals befindet sich ein kleiner Sarkophag mit den Gebeinen der Töchter König Bélas IV., Katarina und Margarita, die beim Angriff der Tataren auf Klis im 13. Jahrhundert umkamen.
Der Innenraum ist rund und von einer Kuppel mit eckigen und halbrunden Nischen überdacht. In den Nischen waren ursprünglich Skulpturen der Kaiser und Götter aufgestellt. Der Raum ist umrundet von acht Säulen aus Granit auf Basen aus dalmatinischem Kalk, bekrönt von korinthischen Kapitellen. Die Säulen haben nur dekorative Funktion. Oberhalb der reichgeschmückten Kapitelle befinden sich Kränze als Basis für die zweite Säulenordnung aus Porphyr. Diese Säulen tragen ebenfalls korinthische Kapitelle und etwas kleinere Kränze. Ein Fries mit Bildnissen des Merkur als Psychopompos (Seelenbegleiter ins Totenreich) und Medaillons mit Kaiser Diokletian und seiner Frau, Kaiserin Prisca, befindet sich darüber.
Links vom Eingang ist die sechskantige Kanzel (Ambon), die 1257 als Geschenk der Fürstin Kolafisa erbaut wurde. Erbaut hat sie Meister Mavro aus kostbarem schwarzen und grünen Poryphor, der aller Wahrscheinlichkeit nach vom zerstörten Sarkophag Diokletians stammt. Die Kanzel steht auf sechs Säulen aus einheimischem Marmor mit unterschiedlichen Kapitellen. 
Im 15. Jahrhundert wurden in zwei Nischen rechts und links vom Hauptaltar zwei Steinaltäre mit Ziborien errichtet. Der rechte Altar ist dem heiligen Domnius geweiht. Der italienische Meister Bonino da Milano ließ ihn 1427 in Form eines Sarkophags erbauen. Darauf befindet sich ein Bildnis des heiligen Domnius in feierlicher Amtstracht liegend, seinen Kopf auf der Aureole ruhend, darüber drei Engel, die ein Vorhangtuch tragen. Dujam Vušković verzierte 1429 das Innere des Ziboriums mit spätgotischen Fresken. In der zweiten Hälfte des 18. Jahrhunderts wurde der neue Altar erbaut; er wurde dem heiligen Josef geweiht. Während der Renovierung 1958 wurde das barocke Antependium entfernt und dabei ein antiker Sarkophag mit dem Bildnis des Guten Hirten (Pastor Bonus) entdeckt. Auf dem Sarkophag befindet sich die Mensa mit einer Versinschrift aus dem 13. Jahrhundert.
Der linke Altar ist dem heiligen Anastasius geweiht, einem der Schutzpatrone der Stadt Split. Erbaut hat ihn Juraj Dalmatinac 1448, gleichfalls in Form eines Sarkophags mit dem Gisant. Auf dem Antependium befindet sich ein realistisches Relief der Auspeitschung Christi nach einer Zeichnung Donatellos. 
Der venezianische Bildhauer Giovanni Maria Morlaiter errichtete 1767 in der Nordnische der Kathedrale einen Altar. 1770 wurden dort die Domnius-Reliquien deponiert. Auf dem Antependium des Altars befindet sich ein Relief im Rokokostil, auf dem die Enthauptung des heiligen Domnius dargestellt ist. Über dem Altar befindet sich ein Bilderzyklus mit Szenen aus dem Leben Marias, eine Arbeit des venezianischen Künstlers flämischer Abstammung Pietra de Costera. 
Der Hauptaltar wurde von 1687 bis 1689 errichtet. Oberhalb des Altars befindet sich eine geschnitzte getäfelte Decke. Die Ölbilder darauf haben eucharistische Themen und sind ein Werk des Malers Matije Ponzoni, der sie im Auftrag seines Bruders Erzbischof Sforza Ponzonis gemalt hat.

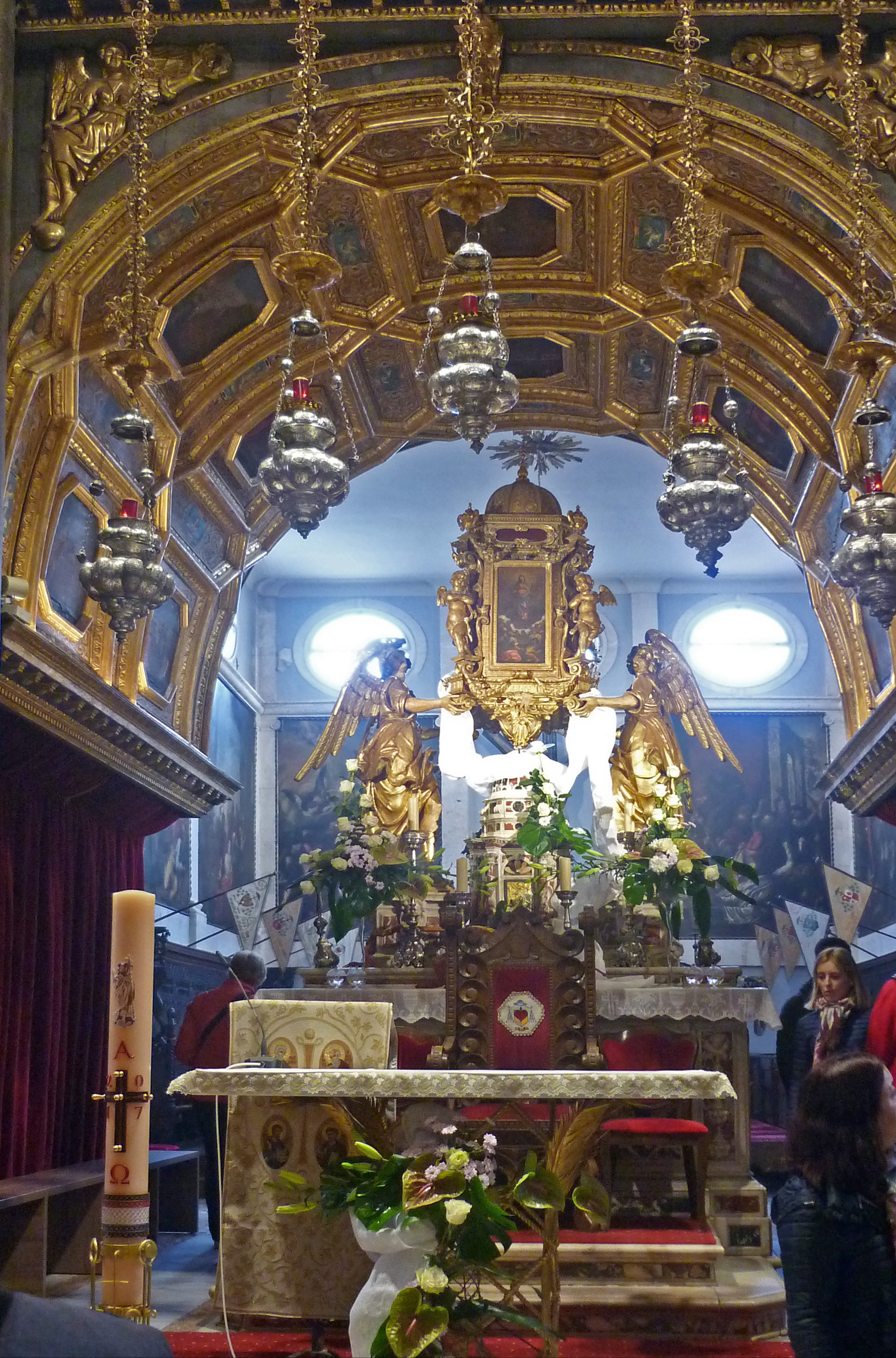
Hauptaltar

Den Anbau des Chors initiierte Ende des 17. Jahrhunderts der Erzbischof Markantun de Dominis. Im Zug der Erbauung wurde die östliche Wand des Mausoleums abgerissen. Dadurch wurde die Form des Peripteros beschädigt, aber dafür die Kathedrale vergrößert. Im Chor befinden sich kunstvoll geschnitzte Holzbänke und ein erzbischöflicher Thron sowie sechs große Ölgemälde aus dem Leben des heiligen Domnius von Pietro Melchiorre Ferrari und ein hölzernes Kruzifix aus der zweiten Hälfte des 14. Jahrhunderts  in der Form eines griechischen Y.

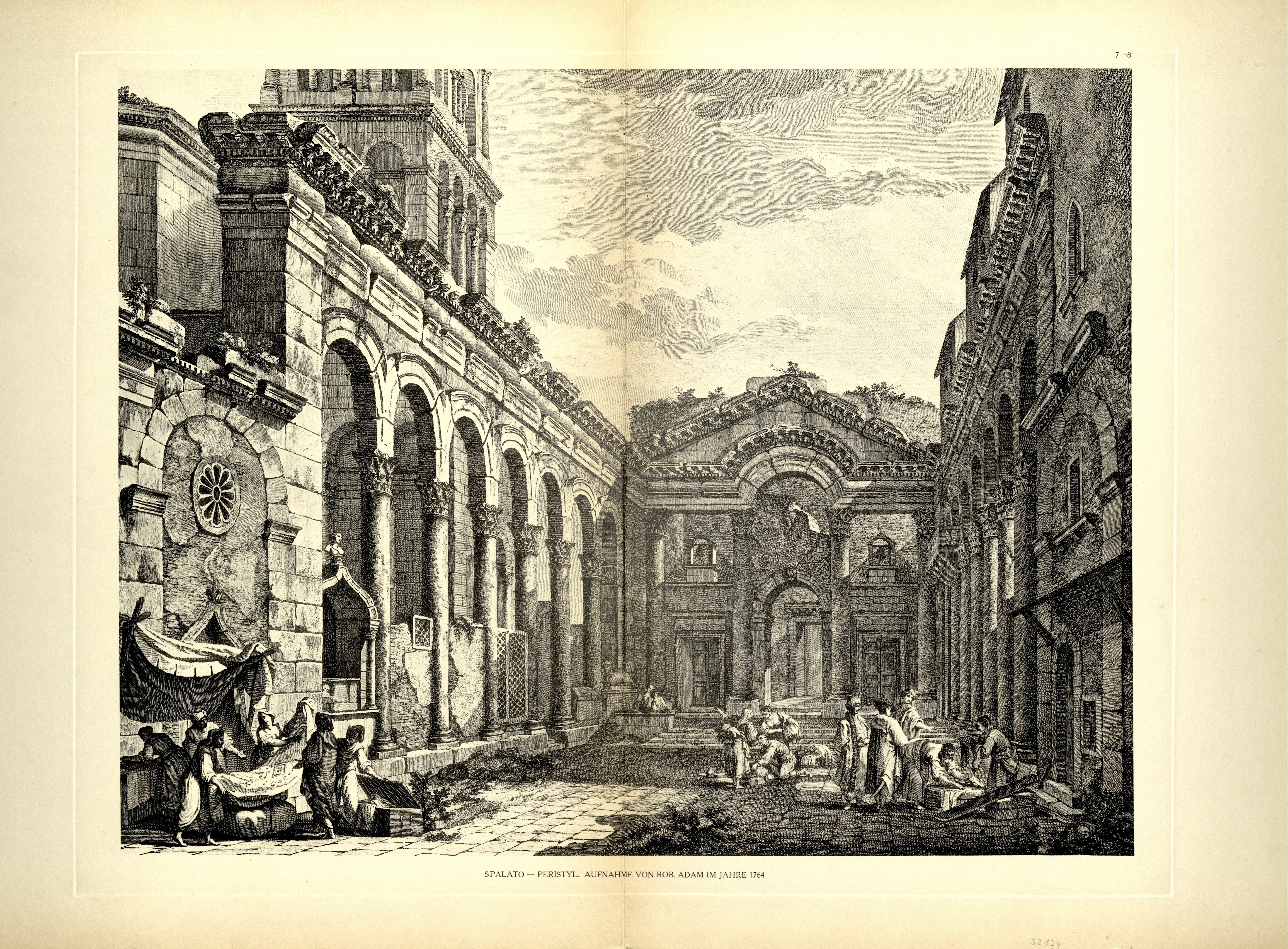
Das Peristyl, Robert Adam, 1764

## Glockenturm
Der Campanile des heiligen Domnius ist einer der besterhaltenen der ganzen adriatischen Küste und mit seinen sechs Stockwerken eins der höchsten Bauwerke des mittelalterlichen Dalmatien. Die Höhenangaben schwanken zwischen 57 und 61 Metern. Der Bau begann im 13. und dauerte bis zur Mitte des 16. Jahrhunderts. Wegen der langen Bauzeit findet sich hier eine Mischung aus romanischen und gotischen Stilelementen.
Der Campanile ist ein extravaganter Bau, schlank, nach oben abgetreppt verschmälert, mit durchbrochenen Gewänden, Biforen und Blendarkaden. Architektonische Besonderheit ist auch die Anpassung an das antike Umfeld: in der Form der Kapitelle, der Fensteröffnungen und Bögen, angelehnt an die Arkaden des Peristyls und das Gebälk des Peripteros.
Die ersten Erbauer und Planer des Glockenturms sind unbekannt. Im 15. Jahrhundert hat Nikola Tvrdoje die erneut aufgenommenen Arbeiten geleitet. Der Bau des Turms wurde nicht nur von den Einwohnern Splits unterstützt, weitere Stifter waren der kroatisch-ungarische König Béla IV. und seine Frau Marija sowie Fürst Frankopan und seine Frau Kolafisa.
Der Glockenturm wurde zwischen 1890 und 1908 nach den Plänen des Wiener Architekten Alois Hauser von Grund auf restauriert. Nach dessen Tod übernahm Emil Föster die Bauleitung. Die Arbeiten führte Baumeister Andrija Perišić aus. Der letzte Stock mit Renaissance-Merkmalen wurde gründlich verändert und mit den darunterliegenden Geschoßen historisierend „harmonisiert“. Die zahlreichen antiken Spolien und Skulpturen der Griffons (Greifvögel), Löwen und Sphingen wurden entfernt. Einige Bauteile werden im Museum der Stadt Split aufbewahrt, andere wurden in das Tusculum in Salona eingebaut. 
Im Inneren des Campanile führt eine Treppe zu einer Aussichtsplattform, die einen guten Ausblick über die Stadt und den Adriahafen erlaubt. Der Aufstieg ist vor allem im engen unteren Teil bei großem Andrang etwas beschwerlich. Für den Aufstieg wird Eintritt erhoben.